# Paul Landers

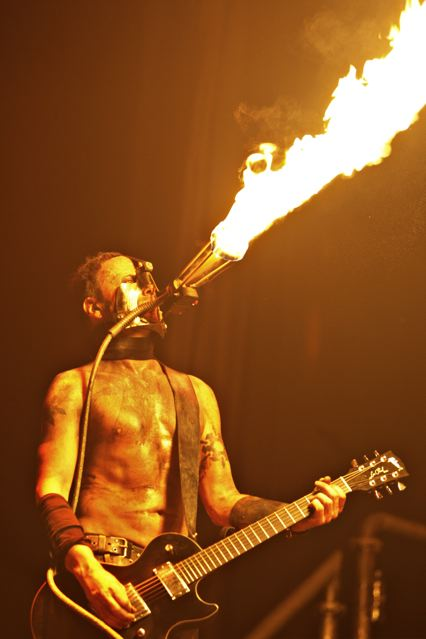
Paul Landers.

Paul H. Landers (nacido Heiko Paul Hirsche, Berlín, 9 de diciembre de 1964) es un músico alemán, conocido por ser guitarrista de la banda Rammstein.

## Biografía
Nació como Heiko Paul Hiersche, hijo de un alemán y una profesora polaca. Fue un niño con una salud delicada. Cuando tenía tres años sus padres se mudaron a Moscú (URSS). Su madre dio clases de ruso y su padre ejerció de profesor de lenguas eslavas. Debido a esta estancia, Landers habla ruso de forma fluida. Un año después volvieron a la RDA. 
Landers realizó breves estudios técnicos y trabajó como fogonero en una biblioteca. Con 16 años se fue de casa de su madre por una discusión con su padre adoptivo, y cambió el orden de sus nombres como reconocimiento a su padre biológico, pero también porque odiaba el nombre Heiko. Cuando fue llamado a filas para la NVA, consiguió prorrogar su incorporación con un certificado de la escuela de música a la que se había apuntado en Berlín. Cuando la prórroga expiró intentó evitar el servicio militar alegando enfermedad. Fue buscado por la policía, pero como vivía subalquilado no pudieron encontrarle; finalmente, gracias a la caída del Muro, consiguió su objetivo de no tener que incorporarse al ejército. 
En 1984 se casó con Nikki Landers y adoptó el apellido de su esposa, convirtiéndose legalmente en Paul Landers. Paul y Nikki tuvieron un hijo, Emil. Ese mismo año se divorciaron, pero conservó el apellido de su exmujer. Después de eso, vivió varios años con su compañero en el grupo musical Feeling B, Flake Lorenz.

## Carrera
A la edad de 13 años, sus padres decidieron que Paul estudiaría piano, igual que su hermana. Al poco tiempo lo cambió por el clarinete, y finalmente por la guitarra. De joven, acudió a conciertos de la banda de punk-new wave Keks y se dedicó a tomar nota de los acordes que tocaban, para luego ensayarlos en casa delante del espejo. Posteriormente ingresó en la escuela de música de Berlín-Friedrichshain para recibir clases de guitarra eléctrica. Aprobó el examen de ingreso con una improvisación a la guitarra. Además de esta, Landers toca la batería en su tiempo libre. Su primer grupo fue Die Firma. En 1983 fundó la banda de punk Feeling B junto a Flake Lorenz y Aljoscha Rompe. Posteriormente se sumaría Christoph Schneider. En 1986 Landers tocó de forma ocasional para First Arsch con Till Lindemann y Richard Kruspe. También tocó en otros grupos incluyendo Die Magdalene Keibel Combo. En 1994 se unió en Rammstein, donde toca desde entonces.

## Discografía

### Rammstein
- Herzeleid (1995)
- Sehnsucht (1997)
- Mutter (2001)
- Reise, Reise (2004)
- Rosenrot (2005)
- Liebe ist für alle da (2009)
- Rammstein (2019)
- Zeit (2022)

### Feeling B
- Hea Hoa Hoa Hea Hea Hoa (1989)
- Wir kriegen euch alle (1991)
- Die Maske des Roten Todes (1993)
- Grün & Blau (2007)

### First Arsch
- Saddle Up (1992)